# Буртин
Бу́ртин — село в Україні, у Понінківській селищній територіальній громаді Шепетівського району Хмельницької області.

## Географія
На південно-східній стороні від села бере початок річка Хмелівка, права притока Смілки.

## Історія
У 1906 році село Полонської волості Новоград-Волинського повіту Волинської губернії. Відстань від повітового міста 50 верст, від волості 20. Дворів 219, мешканців 1444.
Село постраждало в часі Голодомору 1932—1933 років, за різними даними, померло до 100 чоловік, а також Польської операції НКВС 1937 року.
Завод вогнетривів (виробництво вогнетривкої цегли). На території буртинського лісу є радонове озеро.

## Населення
Згідно з переписом УРСР 1989 року чисельність наявного населення села становила 1143 особи, з яких 521 чоловік та 622 жінки.
За переписом населення України 2001 року в селі мешкало 865 осіб.

### Мова
Розподіл населення за рідною мовою за даними перепису 2001 року:
| Мова       | Відсоток |
| ---------- | -------- |
| українська | 97,35 %  |
| російська  | 2,43 %   |
| молдовська | 0,11 %   |

## Відомі люди
- Журавський Юрій Йосипович (24 жовтня 1937 — 21 серпня 1991) — історик, історіограф, кандидат історичних наук (1971), професор, викладав у Харківському державному університеті (1967–1991).
- Свінціцький Олександр Миколайович (нар. 14 січня, 1955) — заслужений журналіст України, член Національної спілки письменників України, поет[6].

## Галерея

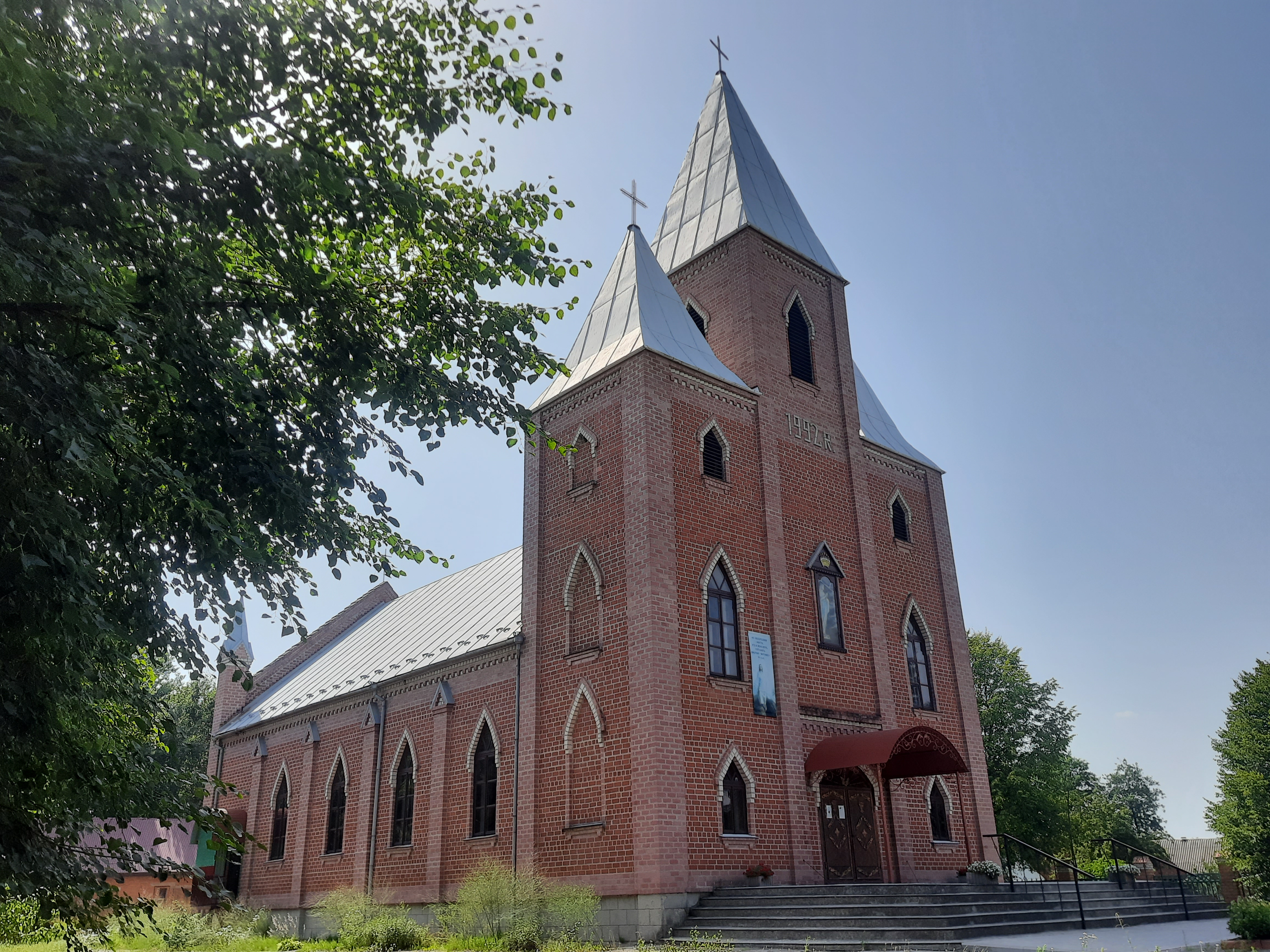
Костел Матері Божої Ченстоховської
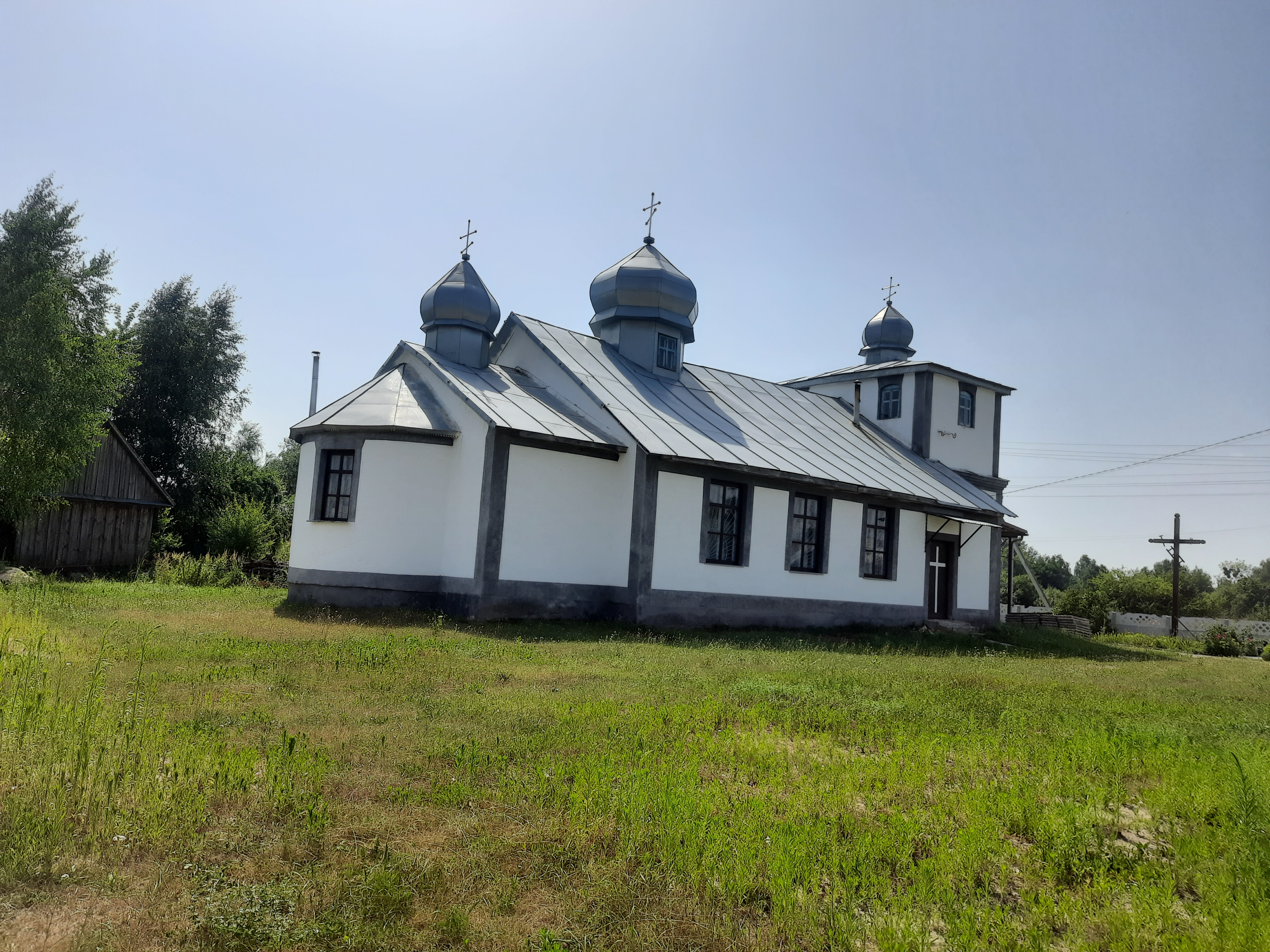
Церква Святого Миколи Чудотворця
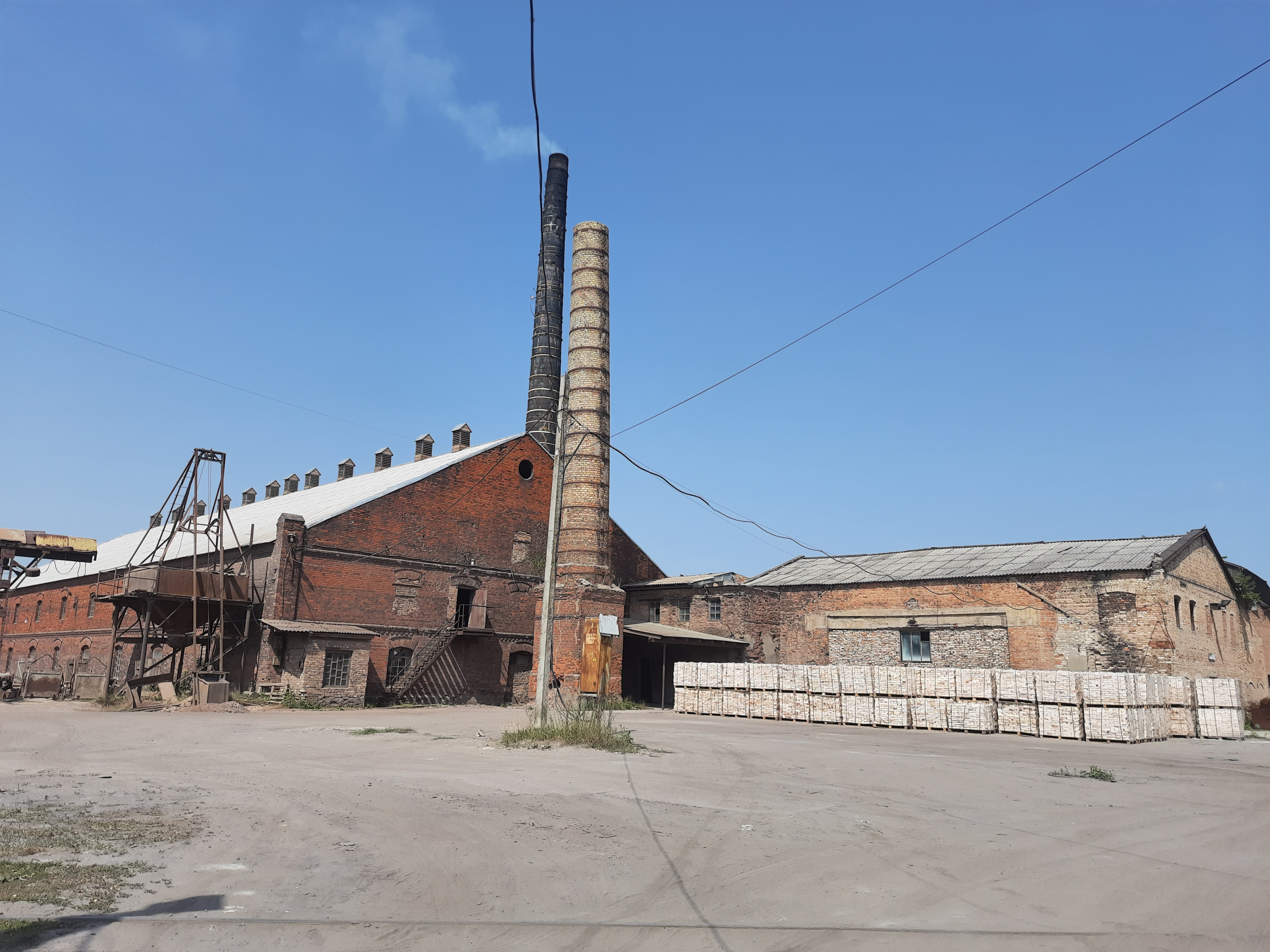
Завод вогнетривів
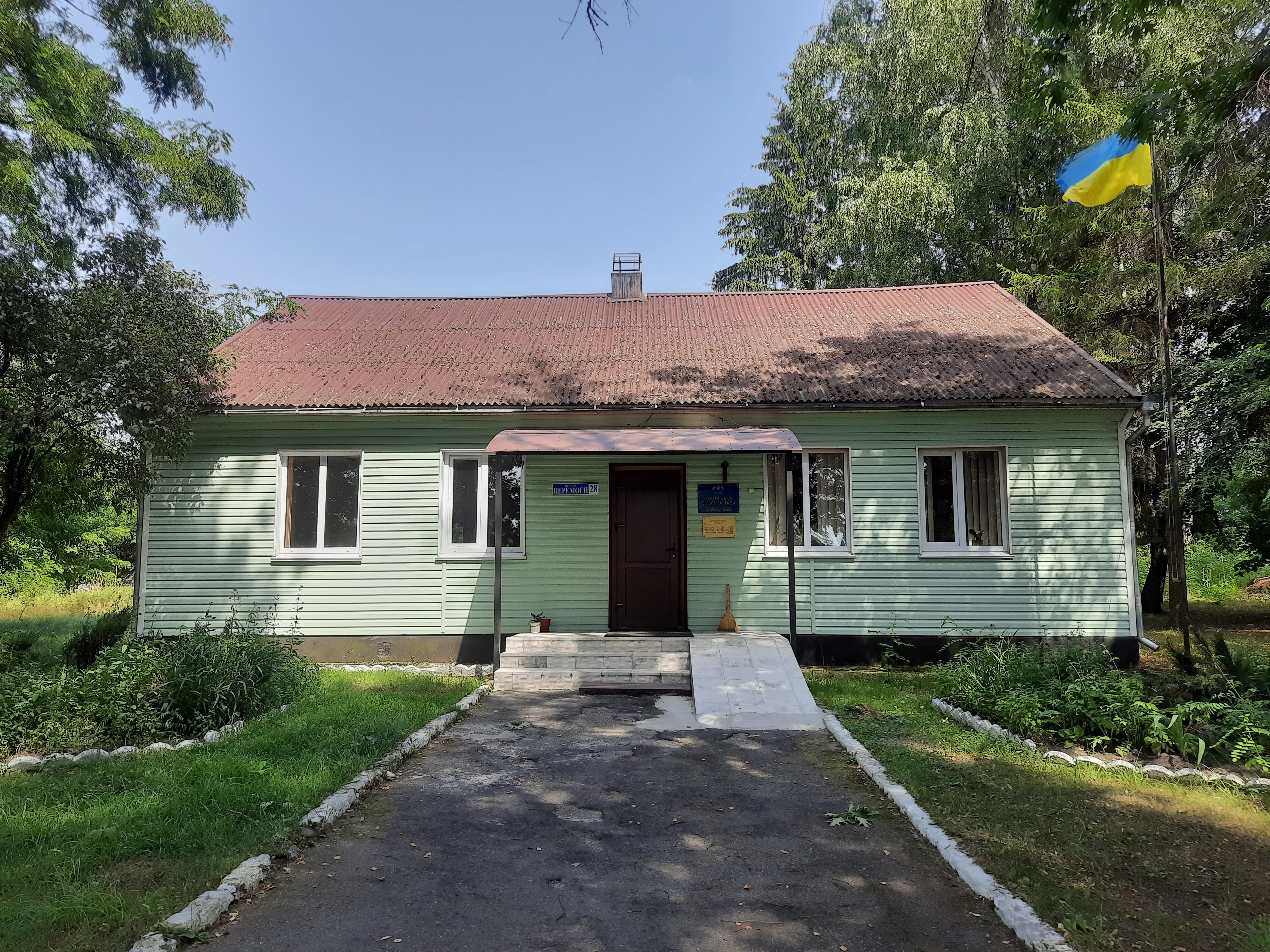
Старостат
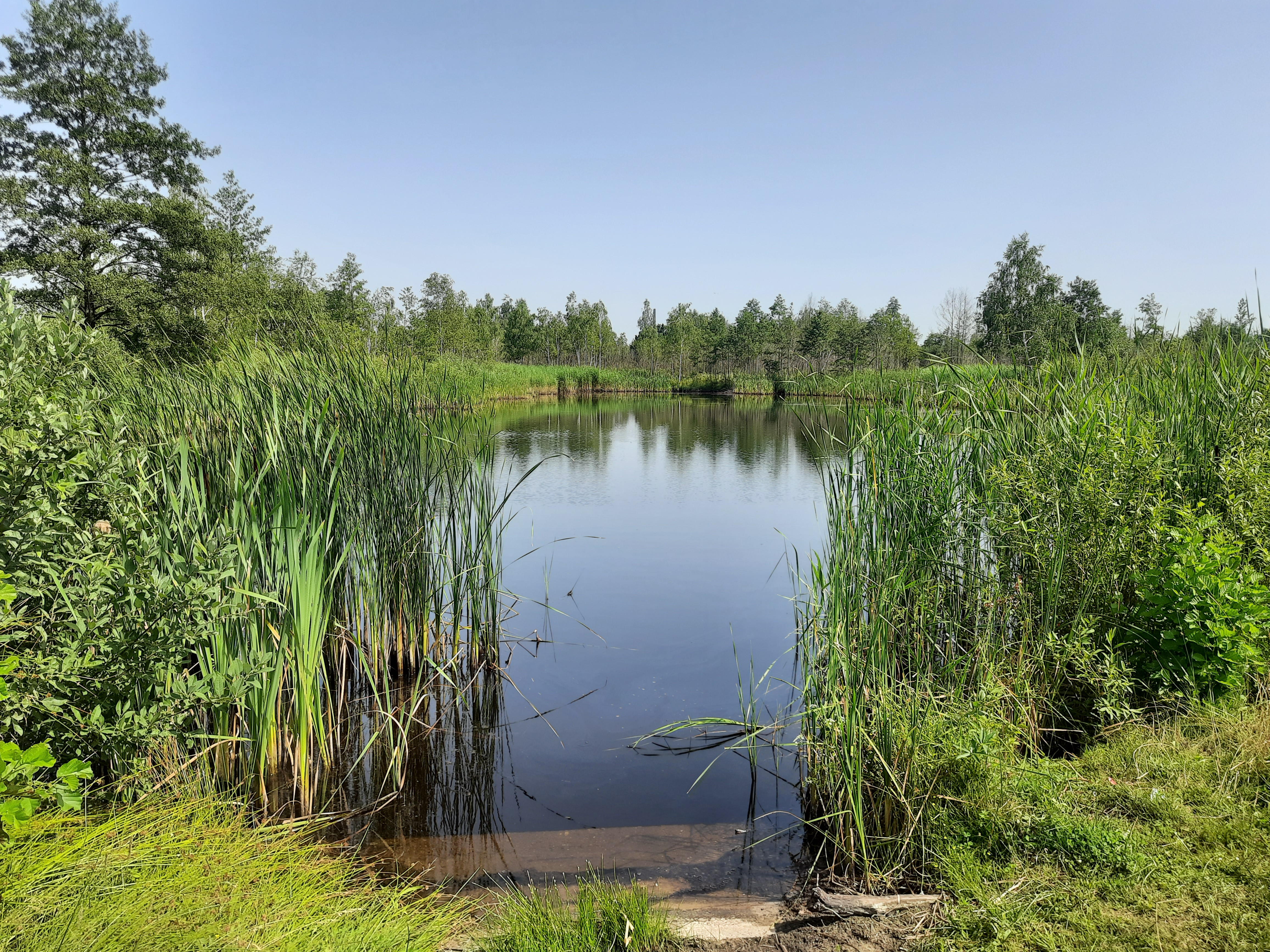
Став біля села